# Fukigen na Mononokean
Fukigen na Mononokean (jap. 不機嫌なモノノケ庵) ist eine Manga-Serie von Kiri Wazawa, die seit 2013 in Japan erscheint. 2016 wurde sie als Anime-Fernsehserie adaptiert, die international unter anderem Deutsch untertitelt als The Morose Mononokean veröffentlicht wurde, mit einer Fortsetzung seit Januar 2019. Das Werk handelt vom Geisterjäger des Mononokean und dessen Assistenten und ist in die Genres Fantasy und Comedy einzuordnen.

## Inhalt
Hanae Ashiya (芦屋 花繪) freut sich auf seinen ersten Tag auf der Oberschule. Doch einige Tage zuvor wird er von einem Yōkai besessen, der ihm alle Kräfte raubt. So verbringt er die ganze Zeit in der Krankenstation der Schule, bis er auf die Werbung eines Exorzisten stößt. Der taucht auch sogleich mit seinem magischen Raum auf, dem Mononokean, und hilft Ashiya nach einigem Streit schließlich. Doch nun ist der Schüler beim Exorzisten Haruitsuki Abeno (安倍 晴齋) hoch verschuldet und muss die Schuld bei ihm abarbeiten.
Zu Ashiyas Überraschung ist Abeno in seinem Alter und in seiner Klasse, sodass sie sich ohnehin häufig sehen und Ashiya stets mitten aus dem Schulalltag zu Arbeitsaufträgen herausgerissen werden kann. Das Mononokean, das selbst ein Yōkai ist, kann hinter jeder Tür erscheinen und aus ihm heraus kann man durch die Tür an jedem Ort gelangen, auch in die Unterwelt. Auch sein Meister kann Tore in die Unterwelt öffnen, um Geister und Dämonen dorthin zu bringen. Doch nach zwei Toren in die Unterwelt ist Abeno so erschöpft, dass er zusammenbricht. Ashiya geht ihm nun bei seinen Aufträgen, die oft von den Yōkai selbst kommen, zur Hand und lernt dabei die Welt der Yōkai und auch die Unterwelt kennen. Sie freunden sich auch mit Zenko Fujiwara (藤原 禅子) an, die Tochter eines Priesters in einem kleinen Tempel.
Vom Gesetzgeber, einem der Herrscher der Unterwelt, wird Ashiya geprüft und gefragt, ob er alles für das Wohl der Yōkai tun würde wie es Abeno tut. In dem Moment noch unschlüssig was das bedeutet, entwickelt er in der Zeit danach immer mehr Gespür und Mitgefühl für die Geisterwesen. Auch der flauschige Yōkai, der Ashiya besessen hatte, begleitet sie von nun an. Die drei treffen auf Abenos alten Freund, den Fuchsdämon Yahiko, der zunächst Zenko verflucht um Abenos Aufmerksamkeit zu erlangen. Außerdem hörte er das Gerücht, Abeno hätte den früheren Meister des Mononokean getötet. Der streitet das ab, bis Yahiko ihm schließlich glaubt. Da er nicht in die Unterwelt will, lebt er von da an bei Zenko. Ashiya lernt bei den nächsten Aufträgen, wie ablehnend, erschreckt oder begeistert die anderen Menschen auf die Yōkai reagieren, die sie nicht sehen können.

## Veröffentlichung
Der Manga erscheint seit 12. September 2013 im Online-Magazin Gangan Online beim Verlag Square Enix, der die Kapitel auch in bisher zehn Sammelbänden herausbrachte. Die Bände verkauften sich jeweils über 50.000 mal in den ersten Wochen nach Erscheinen.
Eine englische Übersetzung wurde von der Plattform Crunchyroll veröffentlicht und eine chinesische erscheint bei Ching Win Publishing.

## Anime
Beim Studio Pierrot Plus entstand 2016 eine Anime-Adaption des Mangas unter der Regie von Akira Iwanaga. Hauptautor der Serie war Takao Yoshioka und die künstlerische Leitung lag bei Tomohiro Ono. Das Charakterdesign stammt von Atsuko Kageyama. Insgesamt entstanden 13 Folgen mit je 25 Minuten Laufzeit.
Die Serie wurde erstmals vom 28. Juni bis zum 20. September 2016 von dem Sender AT-X ausgestrahlt, sowie mit bis zu einer Woche Versatz auch auf Tokyo MX, Yomiuri TV, Chūkyō TV und BS11. Die Plattform Crunchyroll veröffentlichte den Anime international per Streaming, unter anderem mit deutschen und englischen Untertiteln sowie in englischer Synchronfassung.
Die Fortsetzung Fukigen na Mononokean: Tsuzuki unter der Regie von Itsurō Kawasaki mit Taiji Kawanishi als Co-Regisseur. Die künstlerische Leitung übernahmen Masahiro Satō und Kaori Chiba, während das Charakterdesign von Mizuki Aoba beigesteuert wurde. Die erste Folge wurde am 5. Januar 2019 auf AT-X ausgestrahlt, sowie mit bis zu einer Woche Versatz auch auf Tokyo MX, Sun TV und BS Fuji. Crunchyroll streamt diesen ebenfalls als Simulcast unter dem Titel The Morose Mononokean II.

### Synchronisation
| Rolle            | japanischer Sprecher (Seiyū) |
| ---------------- | ---------------------------- |
| Hanae Ashiya     | Yūki Kaji                    |
| Haruitsuki Abeno | Tomoaki Maeno                |
| Gigigi no Oyabun | Fumihiko Tachiki             |
| Zenko Fujiwara   | Ayahi Takagaki               |
| Yahiko           | Ikue Ōtani                   |
| Fusshi           | Ayaka Suwa                   |

### Musik
Die Musik der ersten Staffel wurde komponiert von Yasuharu Takanashi. Das Vorspannlied Tomodachi Meter (トモダチメートル) stammt von The Super Ball und für den Abspann wurde das Lied Tobira no Mukō von Tomoaki Maeno und Yūki Kaji verwendet.
Bei der zweiten Staffel stammt die Serienmusik von Juni Ichikawa. Der Vorspanntitel ist Long Time Traveller komponiert und getextet von Shōta „Kemu“ Horie und gesungen von mono palette. Der Abspanntitel ist 1% komponiert und getextet von Gohan Harumaki und gesungen von Wolpis Kater.